# Pseudophryne
Pseudophryne és un gènere de granotes de la família Myobatrachidae que es troba a Austràlia.

## Taxonomia
| Nom comú | Nom binomial                                       |
| -------- | -------------------------------------------------- |
|          | Pseudophryne australis (Gray, 1835)                |
|          | Pseudophryne bibronii (Günther, 1859)              |
|          | Pseudophryne coriacea (Keferstein, 1868)           |
|          | Pseudophryne corroborree (Moore, 1953)             |
|          | Pseudophryne covacevichae (Ingram i Corben, 1994)  |
|          | Pseudophryne dendyi (Lucas, 1892)                  |
|          | Pseudophryne douglasi (Main, 1964)                 |
|          | Pseudophryne guentheri Boulenger, 1882)            |
|          | Pseudophryne major Parker, (1940)                  |
|          | Pseudophryne occidentalis (Parker, 1940)           |
|          | Pseudophryne pengilleyi (Wells i Wellington, 1985) |
|          | Pseudophryne raveni (Ingram i Corben, 1994)        |
|          | Pseudophryne semimarmorata (Lucas, 1892)           |